# Ramón Alva de la Canal
Ramón Alva de la Canal (Ciudad de México, 29 de agosto de 1892 – Ciudad de México, 4 de abril de 1985) fue un pintor e ilustrador mexicano, pionero del muralismo.
Alva de la Canal estudió en la Academia de San Carlos, siendo alumno de Alfredo Ramos Martínez en la escuela de pintura al aire libre de Santa Anita, Iztacalco, municipio de la Ciudad de México. En la década de 1920 fue profesor de pintura en la Academia de San Carlos y estudió grabado en madera con técnicas de Jean Charlot.

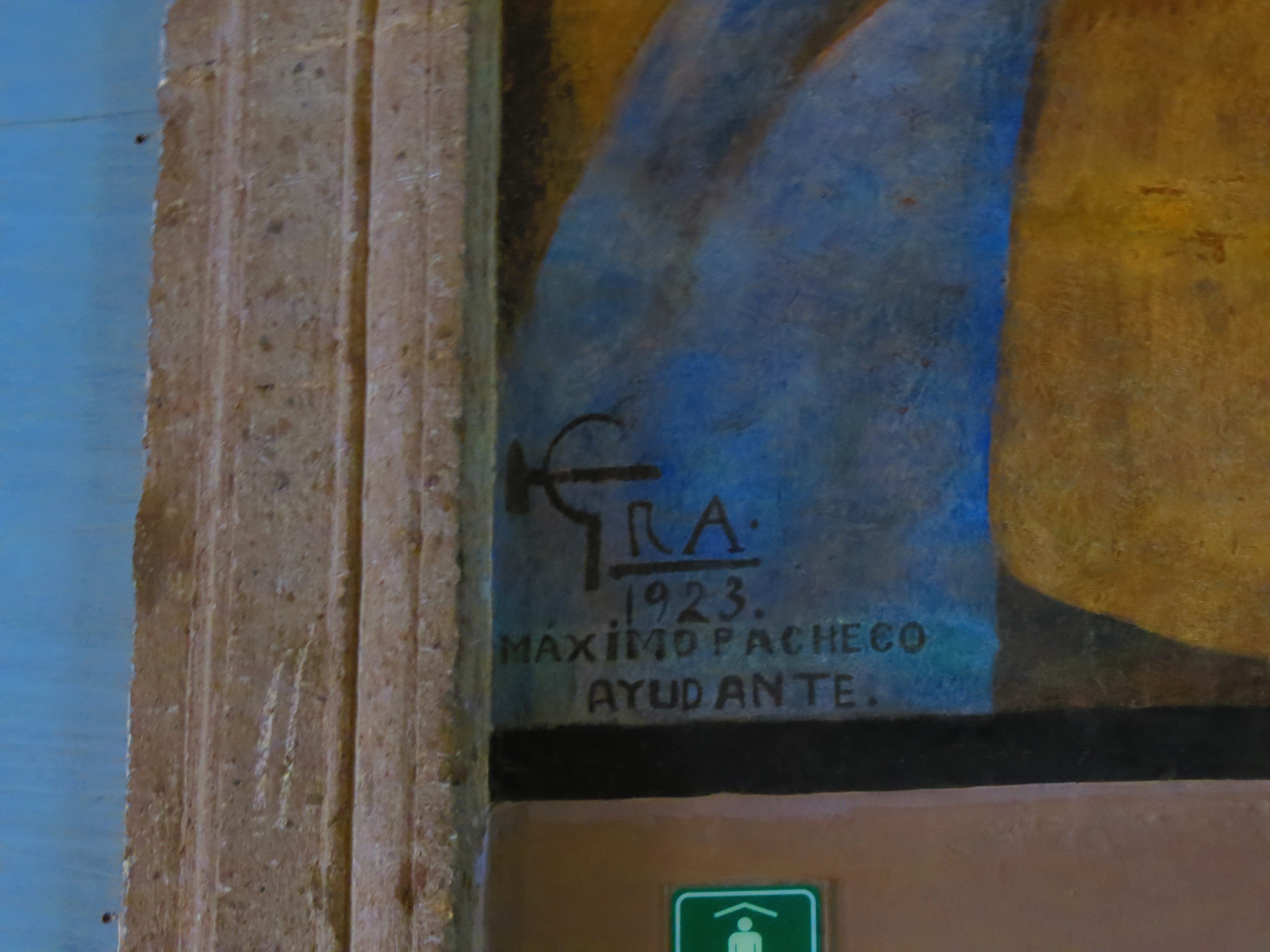
Firma de Ramón Alva de la Canal al pie de su mural El desembarco de los españoles y la cruz plantada en tierras nuevas.

Participó en las vanguardias artísticas mexicanas del estridentismo y del muralismo. Entre 1922 y 1923 pintó un mural en el Colegio Grande de San Ildelfonso titulado El  desembarco  de  los  españoles  y  la  cruz  plantada  en  tierras nuevas. Se adhirió al Sindicato de Obreros, Técnicos, Pintores y Escultores (SOTPE) creado a finales de 1922 bajo la dirección de David Alfaro Siqueiros. En 1928 fue uno de los fundadores del grupo de pintores revolucionarios ¡30-30!
Alva de la Canal dio conferencias en varias escuelas y se convirtió en director de la escuela de escultura de la Universidad Veracruzana en Xalapa. Sus trabajos incluyen ilustraciones de libros, murales y pinturas del panel. También trabajó como pintor escénico, y se convirtió en miembro de la Academia de Artes en 1981. Su obra más grande e importante fue de cincuenta y seis paneles de frescos en el monumento a José María Morelos en Janitzio, Michoacán en 1938, junto con un artista llamado Pepe Díaz.